# Henry Laurens (Historiker)

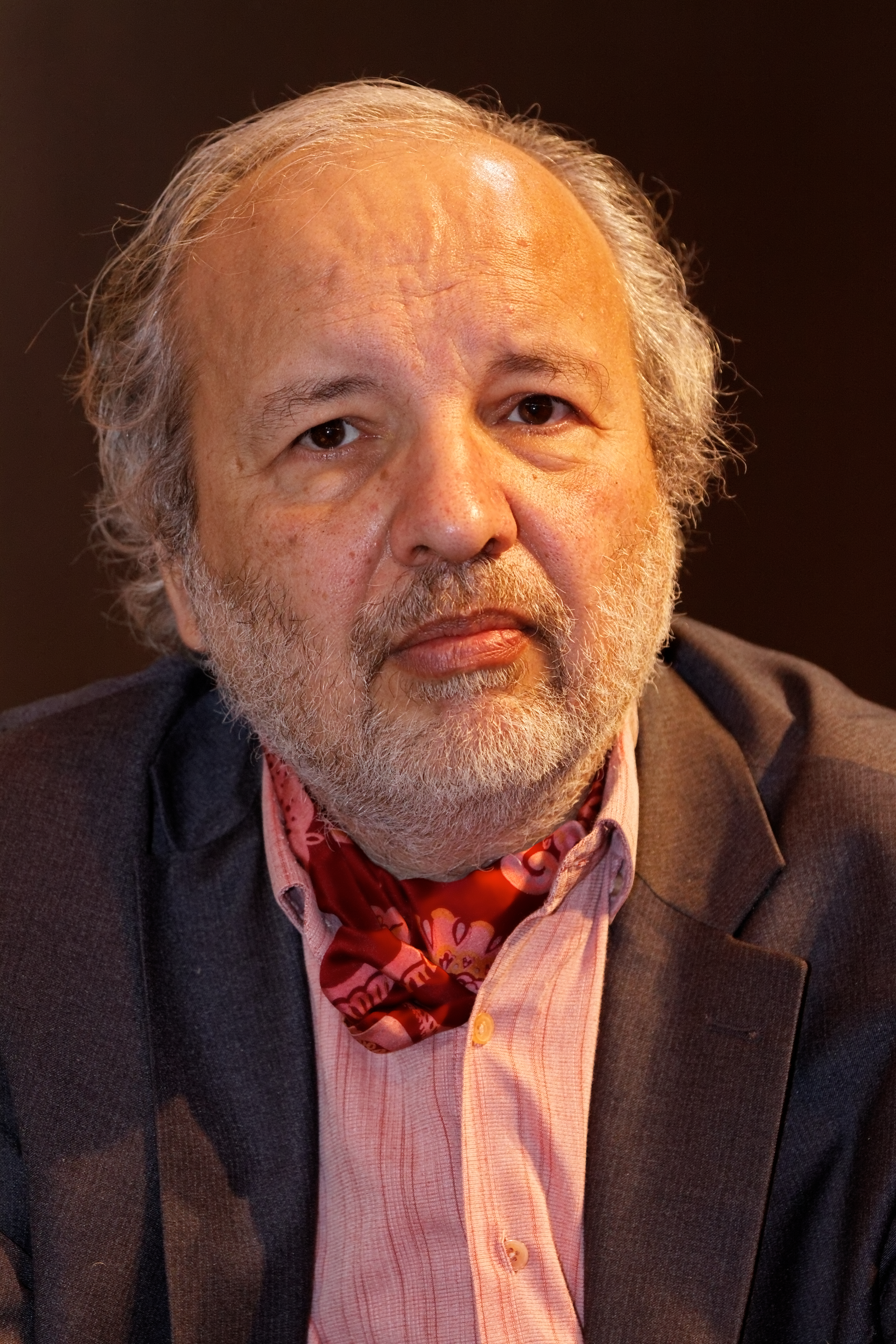
Henry Laurens Paris, 2012

Henry Laurens (* 11. Juli 1954 in Neuilly-sur-Seine) ist ein französischer Historiker mit dem Schwerpunkt auf der arabisch-muslimischen Welt. Er lehrt am Lehrstuhl für neueste Geschichte der arabischen Welt am Collège de France.

## Leben
Nach den geisteswissenschaftlichen Vorbereitungsklassen am Lycée Louis-le-Grand studierte Laurens ab 1976 Geschichte an der Universität Paris IV (Paris-Sorbonne), wo er 1979 mit einem Diplôme d’études approfondies (DEA) abschloss, im Jahr darauf die Agrégation (Lehrbefugnis für höhere Schulen) bestand und 1981 promovierte. Thema seiner Dissertation waren Les origines intellectuelles de l’expédition d’Égypte. L’orientalisme islamisant en France (1698–1798), sein Doktorvater war Dominique Chevallier. Im selben Jahr legte er am INALCO das Diplom in Hocharabisch ab. Anschließend war er ein Jahr als Stipendiat am Institut français d’études arabes in Damaskus und unterrichtete 1982/83 als Französischlektor an der Universität Kairo. Ab 1983 lehrte er als wissenschaftlicher Assistent für neueste Geschichte an der Universität Paris IV. 
Aufgrund seiner Schrift über die Französische Revolution und den Islam im Zusammenhang mit der Ägyptischen Expedition (1798–1801) wurde ihm 1989 das Doctorat d’Etat (entspricht etwa einer Habilitation) verliehen. Er wurde 1991 als Professor für Zivilisation der modernen arabischen Welt an das Institut national des langues et civilisations orientales berufen, wo er bis 2001 lehrte. Parallel gehörte er als Forscher dem Centre national de la recherche scientifique (CNRS) an. Von 2001 bis 2003 war er Direktor des Zentrums für moderne Studien und Forschungen zum Mittleren Osten (CERMOC) in Beirut, das im Institut français du Proche-Orient aufging. Seit 2003 lehrt er am Collège de France, wo er den Lehrstuhl für neueste Geschichte der arabischen Welt innehat.
Seine Schwerpunkte liegen auf den europäisch-osmanischenen Beziehungen im 19. Jahrhundert, französisch-arabischen Beziehungen, der Politik im Mittleren Osten und der Geschichte des modernen Palästina. Er zeigte sich pessimistisch zu einer Lösung des Palästina-Konflikts.

## Auszeichnungen
- 2011 Ritter der Ehrenlegion[4]
- 2016 Grand Prix Gobert der Académie française
- Mitglied der Académie des Sciences d’Outre-Mer[5]
- Mitglied des Wissenschaftlichen Beirats am Institut du monde arabe[6]

## Schriften
- Les Origines intellectuelles de l’expédition d’Égypte : l'orientalisme islamisant en France (1698–1798), Istanbul-Paris : Isis, 1987.
- Le Grand Jeu : Orient arabe et rivalités internationales, Paris : Armand Colin, 1991.
- Lawrence en Arabie, Paris : Découvertes Gallimard, 1992.
- L’Orient arabe : arabisme et islamisme de 1798 à 1945, Paris : Armand Colin, 1993.
- Le Retour des exilés, la lutte pour la Palestine de 1869 à 1997, Paris : Robert Laffont, 1998.
- Paix et Guerre au Moyen-Orient, l’Orient arabe et le monde de 1945 à nos jours, Paris : Armand Colin, 1999.
- La Question de Palestine, Paris : Fayard, 1999–2015 (5 Bände).
  - L’invention de la Terre sainte (1799–1922), ISBN 9782213603490
  - Une mission sacrée de civilisation (1922–1947), ISBN 978-2-213-61251-5
  - L’accomplissement des prophéties (1947–1967), ISBN 9782213633589
  - Le rameau d’olivier et le fusil du combattant (1967–1982), ISBN 9782213662718
  - La paix impossible (1982–2001), ISBN 9782213686196
- L’Orient arabe à l’heure américaine. De la guerre du Golfe à la guerre d’Irak, Paris : Armand Colin, 2004.
- Orientales I : autour de l’expédition d’Égypte, Paris : 2004.
- Orientales II : la IIIe République et l’Islam, Paris : 2004.
- Orientales III : parcours et situations, Paris : 2004.
- Histoire du monde arabe contemporain, Paris : Fayard/Collège de France, 2004.
- mit André Miquel: Der Islam : eine Kulturgeschichte ; Religion, Gesellschaft und Politik, Heidelberg 2004. ISBN 978-3930378579
- Les relations entre les États-Unis et le monde arabe, Tunis : Tunisian Academy of Sciences, Letters, and Arts, 2004.
- L’Empire et ses ennemis, Paris : Seuil, 2009.
- Le rêve méditerranéen : grandeurs et avatars, Paris : 2009.
- Français et arabes depuis deux siècles : la chose franco-arabe, Paris : Tallandier, 2012.
- Histoires orientales, Paris : L’Orient des livres / Actes Sud, 2013.
- Ernest Renan. La science, la religion, la République, Paris : Odile Jacob, 2013.
- Europe and the Islamic world: A history, Princeton : Princeton University Press, 2013.
- Méditerranées politiques, Paris : Presses universitaires de France, 2017.
- Orientales IV : L’Orient dans tous ses états, Paris : 2017.
- Les crises d’Orient. Band 1 : 1768–1914, Paris : Fayard, 2017.
- Les crises d’Orient. Band 2 : La naissance du Moyen-Orient (1914–1949), Paris : Fayard, 2019.
- Le passé imposé, Paris : Fayard, 2022. ISBN 978-2213722115

## Einzelbelege
1. ↑  Henry Laurens | Biographie, actualité et podcasts à écouter. Abgerufen am 14. Mai 2022 (französisch).
2. ↑  Henry Laurens. 11. Mai 2022, abgerufen am 14. Mai 2022 (französisch).
3. ↑  Henry Laurens: « Pour les Français, les Libanais ne sont pas des étrangers ». In: Le Monde.fr. 31. August 2020 (lemonde.fr [abgerufen am 14. Mai 2022]).
4. ↑  Décret du 13 juillet 2011 portant promotion et nomination. Abgerufen am 14. Mai 2022.
5. ↑  Académiciens – Académie des sciences dʼoutre-mer. Abgerufen am 14. Mai 2022 (französisch).
6. ↑  Biographie. Abgerufen am 14. Mai 2022 (französisch).

| Personendaten    | Personendaten                        |
| ---------------- | ------------------------------------ |
| NAME             | Laurens, Henry                       |
| KURZBESCHREIBUNG | französischer Historiker und Arabist |
| GEBURTSDATUM     | 11. Juli 1954                        |
| GEBURTSORT       | Neuilly-sur-Seine                    |